# Ammotrypane pallida
Ammotrypane pallida är en ringmaskart som beskrevs av Hartman 1960. Ammotrypane pallida ingår i släktet Ammotrypane och familjen Opheliidae. Inga underarter finns listade i Catalogue of Life.